# Криниці (Підляське воєводство)
Криниці (пол. Krynice) — село в Польщі, у гміні Добжинево-Дуже Білостоцького повіту Підляського воєводства.
Населення — 318 осіб (2011).
У 1975-1998 роках село належало до Білостоцького воєводства.

## Демографія
Демографічна структура станом на 31 березня 2011 року:
|          | Загалом | Допрацездатний вік | Працездатний вік | Постпрацездатний вік |
| -------- | ------- | ------------------ | ---------------- | -------------------- |
| Чоловіки | 165     | 30                 | 116              | 19                   |
| Жінки    | 153     | 31                 | 89               | 33                   |
| Разом    | 318     | 61                 | 205              | 52                   |